# Casa de Postas de El Cuervo de Sevilla
La Casa de Postas de El Cuervo de Sevilla es la antigua posta de la población en España. Es, en materia de Patrimonio Cultural, el monumento más antiguo del municipio. Su datación arquitectónica nos lleva a pleno siglo XVIII, erigiéndose sobre el margen derecho de la carretera N-IV, casi en el límite de las provincias de Sevilla y Cádiz. Su uso, en sus orígenes, se centraba en el repostaje de las diligencias que hacían el recorrido entre ambas provincias, conectándolas con Madrid. Era pues parada obligatoria, tras muchos kilómetros, para reponer las fuerzas de los primitivos correos y viajeros de las diligencias, así como para cambiar las caballerías. Por ella han pasado personajes ilustres de la Historia de España, como fueron los reyes Carlos IV y Fernando VII. Queda constancia de que en la Casa de Postas se hospedó la infanta María Luisa Fernanda de Borbón, la cual da nombre al parque sevillano de María Luisa.
Su arquitectura puede definirse como rural, entremezcla de Casa de Postas y Posada, muy al estilo de la época al cumplir la funcionalidad básica de espacio para el avituallamiento, el descanso de viajeros y animales o el intercambio del tiro de los carruajes. La composición arquitectónica la conformaban la yuxtaposición de crujías de muros de mampostería, que tenían por función soportar pares de madera cubierta por una tablazón y tejas. Apenas quedan vestigios de aquella probable edificación original, puesto que la que hoy hemos heredado aprovechó aquellos materiales para, sobre ellos, levantar un monumento con una tipología más representativa y acorde a la consolidación de aquella parada, conocida como “el lugar”. Un lugar específico, determinado por una encrucijada de caminos marcada por “la parada” necesaria en las rutas entre Cádiz y Sevilla hacia Madrid.
En la actualidad, tras una restauración profunda realizada entre los años 2009-2010, se ha transformado en el Centro Cultural Casa de Postas. Un espacio que alberga en su interior el Teatro Municipal ‘El Molino’, la Biblioteca, así como diferentes estancias que conservan su denominación originaria: Patrio de Huéspedes, Patio de Carruajes y Sala de la Gañanía. Espacios, todos, donde se desarrollan exposiciones, eventos educativos, culturales y festivales flamencos.
Como monumento de paso sigue siendo parada de quienes visitan el municipio y quienes, en su caminar, peregrinan a través de la Vía Augusta en su ruta por el Camino de Santiago hacia tierra de Compostela. Es por eso que en su fachada se encuentra Estrella del Camino, elemento distintivo que refuerza la condición de pueblo de tránsito de El Cuervo de Sevilla.